# سلطان سعيد الصريمي
سلطان سعيد حيدر شَمْسان الصُّرَيْمي (1948 - 30 ديسمبر 2024)، هو شاعر يمني. ولد عام 1948 في الحجرية في محافظة تعز. بدأ دراسته في كتاتيب قريته، ثم انتقل مع أبيه إلى جيبوتي وأكمل دراسته هناك. ثم عاد إلى الوطن وعمل في البناء في عدن. وفي عام 1980 سافر إلى روسيا للدراسة، فحصل على الماجستير في الأدب الشعبي عام 1985، وفي 1990 حصل على الدكتوراة في فلسفة العلوم الاجتماعية في موسكو. وهو عضو في الاتحاد العام للكتاب العرب وفي اتحاد الأدباء والكتاب اليمنيين. ترأس تحرير عدد من الصحف والمجلات. صدرت له سبع دوواين.

## أعماله
صدرت له الدوواين الآتية:
- أبجدية البحر والثورة.
- هموم إيقاعية.
- نشوان وأحزان الشمس.
- قال الصريمي.
- أربع وردات وقصيدة.
- زهرة المرجان.
- الهواجس.

## وفاته
توفي يوم الإثنين 30 ديسمبر 2024 في العاصمة اليمنية صنعاء، عن عمر ناهز 77 عاما، بعد معاناة طويلة مع المرض.